# Sk8er Boi
Sk8er Boi – drugi singel kanadyjskiej piosenkarki Avril Lavigne z jej debiutanckiego, wydanego w 2002 roku albumu zatytułowanego Let Go, a jednocześnie drugi singel artystki w ogóle. Utwór został napisany przez Lavigne oraz grupę The Matrix, która to zajęła się także jego produkcją. Singel został wydany w 2002 roku i dostał się na 10. pozycję listy Billboard Hot 100 (zostając tym samym drugim singlem Lavigne, który osiągnął pierwszą dziesiątkę notowania w Stanach Zjednoczonych), a także na 8. pozycję na UK Singles Chart, 3. pozycję na ARIA Singles Chart, 13. pozycję na Canadian Singles Chart oraz osiągając 1. pozycję w Hiszpanii. Utwór do dziś pozostaje jedną z najlepiej przyjętych piosenek artystki.

## Teledysk
Teledysk do utworu, nakręcony przez Francisa Lawrence’a, rozpoczyna się sceną ukazującą człowieka w alejce miejskiej i puszkę farby w sprayu leżącą na ziemi. Następnie pojawia się plakat obwieszczający koncert Lavigne. Na plakacie jest napisane „7th & Spring Noon” (co oznacza skrzyżowanie na którym koncert ma się odbyć). Kilkoro ludzi jest pokazanych w trakcie roznoszenia plakatów po mieście. W następnej scenie Lavigne wraz ze swoim zespołem udają się przerobionymi pojazdami na umówione skrzyżowanie, gdzie odcinają ruch uliczny. Dwoje powiązanych dostarcza okablowanie do instrumentów, a w tym czasie tłum narasta, co z kolei wzbudza zainteresowanie policji. W końcowej scenie Lavigne uderza gitarą o przednią szybę jednego z aut, a nad sceną pojawia się helikopter.
W trakcie śpiewania Lavigne ma na sobie T-shirt z logo Szkoły Podstawowej w Wilkesboro w Karolinie Północnej. Po wydaniu teledysku szkołę zalała tak duża fala zamówień na koszulki, że za zarobione pieniądze władze placówki mogły zakupić sprzęt komputerowy.
Teledysk został uznany trzecim „Najlepszym klipem dekady” w Wielkiej Brytanii przez serwis BT Vision.

## Wydania singla
| Australijski Singel CD 1. „Sk8er Boi” – 3:23 2. „Get Over It” – 3:27 3. „Nobody’s Fool” (na żywo z Vancouver) – 3:58 Brytyjski Singel CD 1. „Sk8er Boi” – 3:23 2. „Get Over It” – 3:27 3. „Nobody’s Fool” – (na żywo z Vancouver) – 3:58 4. „Sk8er Boi” (Teledysk) Francuski Singel CD 1. „Sk8er Boi” – 3:23 2. „Get Over It” – 3:27 | Australia, UK, USA promo 1. „Sk8er Boi” – 3:23 US promo winyl Side A 1. „Sk8er Boi” – 3:23 Strona B 1. „I’m with You” – 3:44 UK 2003 promo 1. „Sk8er Boi” (na żywo z Buffalo) – 4:10 1. „Sk8er Boi” (Album Version) – 3:23 2. „Sk8er Boi” (Demo) – 3:28 |

## Notowania
| Notowanie (2002)                    | Najwyższa pozycja |
| ----------------------------------- | ----------------- |
| Australijska ARIA Singles Chart     | 3                 |
| Austriacka Top 40 Singles Chart     | 7                 |
| Belgijska Ultratop 50 (Holenderska) | 7                 |
| Belgijska Ultratop 50 (Francuska)   | 23                |
| Kanadyjska BDS Airplay Chart        | 1                 |
| Kanadyjska Singles Chart            | 3                 |
| Duńska Singles Chart                | 11                |
| Francuska Singles Chart             | 28                |
| Niemiecka Singles Chart             | 18                |
| Irlandzka Singles Chart             | 5                 |

| Notowanie (2002)                  | Najwyższa pozycja |
| --------------------------------- | ----------------- |
| Włoska Singles Chart              | 8                 |
| Nowozelandzka RIANZ Singles Chart | 2                 |
| Holenderska Top 40 Singles Chart  | 11                |
| Norweska VG-lista                 | 14                |
| Szwedzka Singles Chart            | 12                |
| Szwajcarska Singles Chart         | 17                |
| UK Singles Chart                  | 8                 |
| US ARC Weekly Top 40              | 1                 |
| US Billboard Hot 100              | 10                |
| Wenezuelska Singles Chart         | 6                 |

## Nagrody
| Rok  | Ceremonia                       | Kategoria                              | Wynik     |
| ---- | ------------------------------- | -------------------------------------- | --------- |
| 2003 | Nagroda Grammy                  | Best Rock Vocal Performance – Female   | Nominacja |
| 2003 | MTV Video Music Awards          | Best Pop Video                         | Nominacja |
| 2003 | MuchMusic Video Awards          | Best international video by a Canadian | Wygrana   |
| 2003 | Nickelodeon Kids’ Choice Awards | Favorite Song                          | Wygrana   |

## Historia wydania
| Region            | Data                 | Wytwórnia      | Format                     |
| ----------------- | -------------------- | -------------- | -------------------------- |
| Stany Zjednoczone | sierpień 2002        | Arista Records | singel CD digital download |
| Australia         | 28 października 2002 | Sony BMG       | singel CD digital download |
| Unia Europejska   | 6 grudnia 2002       | Sony BMG       | singel CD digital download |